# ژان گیتون
ژان گیتون (به فرانسوی: Jean Guitton) فیلسوف و نویسنده قرن بیستم میلادی اهل فرانسه است.